# Donatien Schauly
Donatien Schauly né le 9 juin 1985 à Mulhouse est un cavalier professionnel français. Il a actuellement comme monture Ocarina du Chanois.
En 2012 il participe pour la première fois aux Jeux olympiques dans les épreuves du concours complet individuel et du concours complet par équipes. Son cheval durant la compétition est Ocarina du Chanois.
Il est médaillé de bronze par équipes aux Jeux équestres mondiaux de 2018.